# غوانوسين أحادي الفوسفات
الغوانوسين أحادي الفوسفات (بالإنجليزية: Guanosine monophosphate)‏ ويعرف كذلك بحمض 5'-غوانيديليك أو حمض الغوانيليك (القاعدة المرافقة غوانيلات) هو نوكليوتيد يستخدم كمونومر في الرنا، وهو إستر حمض الفوسفوريك مع نيوكليوسيد الغوانوزين. يتكون الـ(غ.أ.ف) من مجموعة فوسفات وسكر البينتوز الريبوز، والقاعدة النووية غوانين ومنه فهو ريبونوكليوسيد أحادي الفوسفات، يتم إنتاج الغوانوسين أحادي الفوسفات تجاريا بواسطة التخمر الميكروبي.